# Cantón de Sumène
El cantón de Sumène era una división administrativa francesa, que estaba situada en el departamento de Gard y la región de Languedoc-Rosellón.

## Composición
El cantón estaba formado por siete comunas:
- Roquedur
- Saint-Bresson
- Saint-Julien-de-la-Nef
- Saint-Laurent-le-Minier
- Saint-Martial
- Saint-Roman-de-Codières
- Sumène

## Supresión del cantón de Sumène
En aplicación del Decreto n.º 2014-232 de 24 de febrero de 2014, el cantón de Sumène fue suprimido el 22 de marzo de 2015 y sus 7 comunas pasaron a formar parte del nuevo cantón de Le Vigan.